# Фах (повість)
«Фах» (англ. Profession) — науково-фантастична повість американського письменника Айзека Азімова, вперше опублікована у липні 1957 року в журналі «Astounding Science Fiction». Увійшла до збірки «Дев'ять завтра» 1959.

## Про твір
Автор представляє централізоване земне суспільство шістдесят шостого століття, у якому діти навчаються практично миттєвою прямою взаємодією комп'ютера та мозку, процесом, відомим як [запис на стрічку]. Ця система схожа на нейрокомп'ютерний інтерфейс, концепцію, пізніше досліджену Артуром Кларком. Крім навчання своїх людей таким чином, Земля також постачає освічених професіоналів на інші планети, зовнішні світи.
Генрі Ворд Бічер заявив:
|  | Щоб стати здібною та успішною людиною в будь-якій професії, необхідні три речі: природа, навчання і практика. Оригінальний текст (англ.) To become an able and successful man in any profession, three things are necessary, nature, study and practice. |

Потрібно мати природу, щоб хотіти зрозуміти будь-яку сферу професії, здатність навчатися і дізнаватися про цю сферу та бажання постійно практикуватися, щоб стати професіоналом. Повість Айзека Азімова «Фах» розкриває цю тему, показуючи, що здатність думати, вчитися, впроваджувати інноваційні рішення і прагнути поліпшити професію — все це робить професіонал, а не його звання.
Повість «Фах» включена до навчальної шкільної програми, а також використовується в американських університетах для студентів, які пишуть дисертації на тему «адаптації людей до соціальних змін, обумовлених технологічним прогресом».

## Сюжет
Автор описує суспільство на Землі у 66 столітті, де всі діти отримують знання через нейрокомп'ютерний інтерфейс. Земля постачає спеціалістів для Зовнішніх світів.
Найголовнішими подіями у житті дитини є:
- День Читання — дата у вересні, коли діти 8-ми років отримують навички читання;
- День Освіти — дата у листопаді, коли підлітки 18-ти років отримують певну Освіту із стрічки з професійними знаннями;
- Олімпіада — відбувається у травні, коли підлітки, що отримали Освіту, змагаються за вакансії, запропоновані представниками Зовнішніх світів.

Освіта, яку отримують підлітки, вибирається в результаті аналізу їхнього мозку і її неможливо змінити. Звичайне навчання вже давно не застосовується, оскільки воно довготривале і не могло гарантовано забезпечити потребу у спеціалістах для численних колонізованих планет. Для підлітка після отримання Освіти, залишитись на Землі вважається професійним провалом.
Джордж Плейтен мріяв стати програмістом, оскільки попит на них у високорозвинутих колоніях зробив цю професію престижною. Після Дня Читання він читав набагато краще за інших дітей і, щоб збільшити свої шанси на визначення придатності його мозку до цієї професії, потайки читав книги про комп'ютери. Отримання знань традиційним шляхом вважалося недоцільним заняттям, оскільки могло не збігтися з професією, до якої найкраще пристосований мозок.
На День Освіти йому несподівано повідомляють про неможливість його мозку отримати взагалі будь-яку Освіту. Його поміщають у спеціальний заклад для подібних неповноцінних осіб, де він проводить час у роздумах і за читанням книг.
Через рік Джордж вирішує втекти, щоб звести рахунки із лікарем, що виявив його непридатність до професій. Заодно він відвідує Олімпіаду у Сан-Франциско, де бере участь у змаганнях його однокласник Тревіліян, що отримав Освіту «з кольорових металів». Тревіліян показує поганий результат, оскільки, як він повідомляє Джорджу, у його стрічці не було даних про спектрограф Бімена, а тільки про попередню модель. Тому Тревіліян приймає невигідну пропозицію, щоб не залишитись на Землі. Розсерджено він запитує Джорджа, яку той отримав Освіту і між ними спалахує бійка.
Від полісмена Джорджа рятує незнайомий професор Ладислас Інженеску. На прохання Джорджа він влаштовує йому зустріч із високопосадовцем Новії — найпрестижнішої колонії.
Новіанин скаржиться на вузьку спеціалізацію та високу вартість спеціалістів з Землі, але відмовляється від пропозиції Джорджа організувати навчальний процес на Новії, оскільки в колоніях немає ресурсів, які потрібно було б багато років витрачати та ще й без гарантії результату.
Розчарований Джордж повертається до свого закладу і дізнається його справжню назву — Інститут вищої освіти. Тут збирають людей, які мають бажання та настирливість розвивати науку, а не покладатися на готові знання. Джордж був під наглядом інституту ще зі свого Дня Читання. Його втеча не була зупинена, оскільки була визнана корисною для усвідомлення ним необхідності справжнього навчання. Наприклад, під час втечі Джордж зрозумів, що Бімен, людина яка створила нову модель спектрографа, та й люди, що створили всі існуючі стрічки, не отримували власну освіту зі стрічок. Це все були люди, здатні мислити оригінально.
Доглядачі Джорджа в інституті були соціологами, психологами, істориками — теж людьми здатними до оригінального мислення, але вони врешті отримали Освіту за допомогою стрічок, оскільки не виявили такого бунтарського бажання отримати освіту самотужки і винаходити щось нове.

## Герої твору
- Джордж Плейтен — головний герой твору, юнак.
- Хейлі Омейні — товариш по кімнаті, психолог
- Ладислав Інженеску — дипломований соціолог.
- Арманд Тревіліян — однокласник Джорджа.
- Новіанин – співрозмовник, який вважав, що вчитися за книжками не кращий варіант.

## Вивчення в школі
За програмою «Зарубіжна література» для загальноосвітніх навчальних закладів 5–9 класи (2012 р. зі змінами 2015—2017 рр.) повість «Фах» вивчається в 7 класі.

## Переклад українською
- Азімов Айзек. Фах / Кінець вічності. Вибрані твори, пер. Андрія Минка. Київ: Дніпро, 1990. С. 460—516.